# Joaquin Estevez
Joaquin Estévez (Bahía Blanca, 22 september 1984) is een professional golfer uit Argentinië. 
Estévez leerde golf spelen op de Club de Golf Palihue en werd in 2008 professional. Hij speelde enkele seizoenen op de Tour de las Americas zonder uitzonderlijke successen totdat hij in maart 2011 de Copa Antioquia in Colombia speelde, waar hij met vier birdies op de laatste vier holes de play-off haalde en deze op de eerste hole won. Dat toernooi telde ook mee voor de Europese Challenge Tour, zodat hij nu een heel jaar op de Challenge Tour mag spelen. Na deze overwinning sprong Estévez naar de 478ste plaats op de Official World Golf Ranking.

## Gewonnen
- 2011: Abierto Internacional Copa Antioquia in Colombia na play-off tegen Charles-Edouard Russo